# Bob Richards
Robert Eugene (Bob) Richards (Champaign (Illinois), 20 februari 1926 – Waco (Texas), 26 februari 2023) was een Amerikaanse atleet, die gespecialiseerd was in het polsstokhoogspringen. Hij werd tweemaal olympisch kampioen en meervoudig Amerikaans kampioen in deze discipline. Hij was ook een sterk tienkamper, getuige zijn meerdere nationale titels op dit onderdeel.

## Loopbaan
Bij zijn olympisch debuut op de Spelen van Londen won Richards gelijk een bronzen medaille bij het polsstokhoogspringen. Met 4,20 m eindigde hij achter zijn landgenoot Guinn Smith (goud; 4,30) en de Fin Erkki Kataja (zilver; 4,20). In 1951 won hij een gouden plak op de Pan-Amerikaanse Spelen, die toen voor het eerst werden gehouden.
Toen Bob Richards zich kwalificeerde voor de Olympische Spelen van 1952 in Helsinki, woonde hij nog in Californië en kreeg hij de bijnaam "Springende Dominee". Hij was toen namelijk al dominee en aangezien dit een dagtaak was, was hij niet zelden gedwongen om 's nachts te trainen. In Helsinki veroverde hij een gouden medaille met een verbetering van het olympisch record tot 4,55. Tijdens dit toernooi kwam hij nog even in aanvaring met de Nederlander Adriaan Paulen, die lid was van de Jury d'Appel. Op de dag van de finale meende Richards er namelijk goed aan te doen om ver voor de begintijd van de finale zijn polsstok wat in de springbak te prikken. Aangezien dit in strijd is met de spelregels, werd hij door Paulen van het veld afgestuurd en verzocht in de kleedkamer te wachten, totdat men zijn naam zou afroepen. Paulen meende echter ook te hebben gezien, dat de Amerikaan met een andere polsstok rondliep dan tijdens de kwalificatieronde de dag ervoor en zocht hem dus weer op in de kleedkamer om zijn polsstok te controleren. Nadat hij op verzoek van Paulen de windsels om zijn polsstok, die volgens de Nederlander niet deugden, opnieuw had aangebracht, mocht hij met deze stok springen. Toen Paulen bij het weglopen hem toewenste: "Ik hoop dat je vanmiddag wint, Bob", antwoordde de Amerikaan zonder op te kijken: "Jij bent eenvoudig onweerstaanbaar." Om acht uur 's avonds stond Richards ten slotte als olympisch kampioen op het ereschavot.
Vier jaar later kon hij zijn olympische titel op de Olympische Spelen van 1956 in Melbourne prolongeren en verbeterde hij eveneens het olympisch record door 1 cm hoger te springen. Op deze Spelen kwam hij ook uit op de tienkamp, waarop hij een dertiende plaats behaalde met 7317 punten.
Richards werd in 1958 woordvoerder bij Wheaties, een producent van ontbijtvoeding van graan. Ook werd hij directeur van de Wheaties Sports Federation, waarbij hij fitness en atletiek onder de Amerikaanse jeugd stimuleerde. Zijn foto prijkte als eerste atleet op de verpakking van de ontbijtproducten. In 1946 werd hij aangesteld als predikant van de Church of the Brethren. In 1983 werd hij verkozen om te worden opgenomen in de Amerikaanse olympische Hall-of-Fame.
Richards had twee zonen, die beiden ook goede polsstokhoogspringers zijn. Zijn zoon Brandon had enige tijd het Amerikaanse highschool-record in handen.
Richards overleed zes dagen na zijn 97e verjaardag.

## Titels
- Olympisch kampioen polsstokhoogspringen - 1952, 1956
- Amerikaans kampioen polsstokhoogspringen - 1948, 1949, 1950, 1951, 1952, 1954, 1955, 1956, 1957
- Amerikaans kampioen tienkamp - 1951, 1954, 1955
- Amerikaans kampioen all-round - 1953
- Amerikaans indoorkampioen polsstokhoogspringen - 1948, 1950, 1951, 1952, 1953, 1955, 1956, 1957
- NCAA-kampioen polsstokhoogspringen - 1947

## Persoonlijke records
| Onderdeel            | Prestatie | Jaar |
| -------------------- | --------- | ---- |
| hoogspringen         | 1,91 m    | 1954 |
| polsstokhoogspringen | 4,72 m    | 1957 |
| verspringen          | 7,09 m    | 1954 |
| tienkamp             | 7381 p    | 1954 |

## Palmares

### polsstokhoogspringen
- 1948:  OS - 4,20 m
- 1951:  Pan-Amerikaanse Spelen - 4,50 m
- 1952:  OS - 4,55 m
- 1955:  Pan-Amerikaanse Spelen - 4,50 m
- 1956:  OS - 4,56 m

### tienkamp
- 1955:  Pan-Amerikaanse Spelen - 6886 p
- 1956: 13e OS - 7317 p

1896: Welles Hoyt ·
1900: Irving Baxter ·
1904: Charles Dvorak ·
1908: Edward Cook & Alfred Gilbert ·
1912: Harry Babcock ·
1920: Frank Foss ·
1924: Lee Barnes ·
1928: Sabin Carr ·
1932: Bill Miller ·
1936: Earle Meadows ·
1948: Guinn Smith ·
1952: Bob Richards ·
1956: Bob Richards ·
1960: Don Bragg ·
1964: Fred Hansen ·
1968: Bob Seagren ·
1972: Wolfgang Nordwig ·
1976: Tadeusz Ślusarski ·
1980: Władysław Kozakiewicz ·
1984: Pierre Quinon ·
1988: Serhij Boebka ·
1992: Maksim Tarasov ·
1996: Jean Galfione ·
2000: Nick Hysong ·
2004: Tim Mack ·
2008: Steven Hooker ·
2012: Renaud Lavillenie ·
2016: Thiago Braz da Silva ·
2020: Armand Duplantis ·
2024: Armand Duplantis
- Bibsys: 90657309
- CiNii: DA13011327
- Gemeinsame Normdatei: 118744933
- World Athletics: 14430524
- International Standard Name Identifier: 0000 0000 8232 2628
- Library of Congress Control Number: n50045835
- Virtual International Authority File: 52484805
- WorldCat: E39PBJycKhbWxtyJ6Dk6QCp773